# Crastatt
Crastatt 	es una localidad y comuna francesa, situada en el departamento del Bajo Rin en la región de Alsacia.
- Datos: Q21216
- Multimedia: Crastatt / Q21216

1. ↑  Worldpostalcodes.org, código postal n.º 67310.
2. ↑  INSEE, Datos de población para el año 2012 de Crastatt (en francés).